# Łyżwiarz (obraz)
Łyżwiarz – obraz olejny amerykańskiego malarza portrecisty Gilberta Charlesa Stuarta (1755–1828).
W 1775 roku Stuart przybył do Szkocji, a następnie do Anglii w celu doskonalenia umiejętności malarskich. W Londynie trafił do pracowni amerykańskiego malarza Benjamina Westa. Już w 1777 i 1779 roku Stuart wystawiał swoje prace w Królewskiej Akademii Sztuki. Powoli zdobywał uznanie jako portrecista. Zimą 1782 roku zgłosił się do niego kolejny klient – szkocki prawnik William Grant. Przybył on do domu Westa przy Newman Street w Londynie, ze zleceniem wykonania całopostaciowego portretu swojej osoby. Stuart nigdy wcześniej nie malował takiego portretu.
Jak wspomina William Dunlap, jeden z ówczesnych biografów malarza, Grant po wejściu z mroźnej ulicy do pracowni miał powiedzieć „…dzień skłania raczej do tego, by pojeździć na łyżwach, niż aby w dusznym pomieszczeniu pozować do portretu”. Stuart podchwycił myśl i wraz z młodym prawnikiem wybrał się na zamarzniętą rzeczkę Serpentina w Hyde Parku. Jazda na lodzie rozładowała napięcie artysty i podsunęła pomysł namalowania portretu Granta jako łyżwiarza.

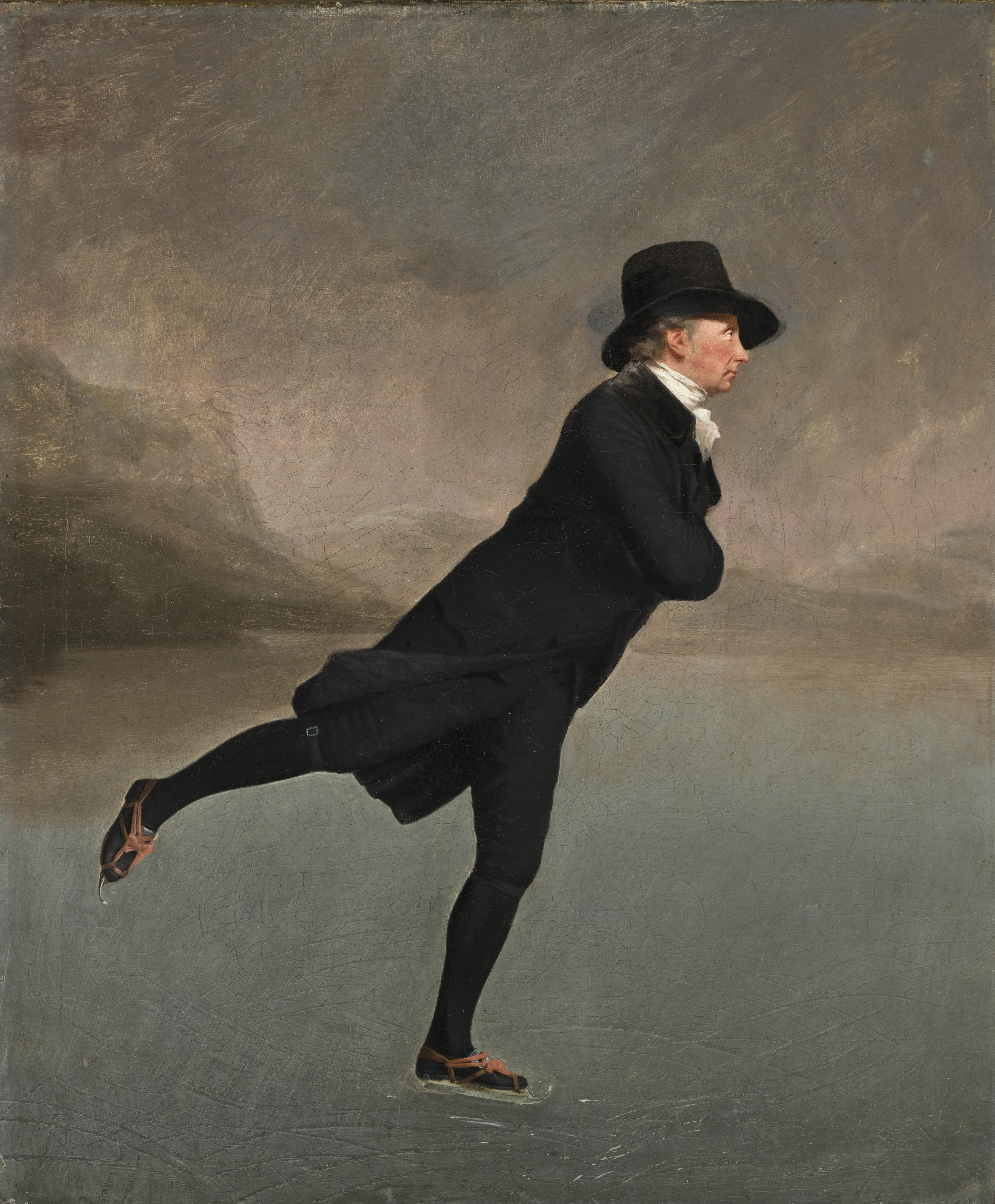
Wielebny Robert Walker jeżdżący na łyżwach,
Obraz Henry’ego Raeburna z 1784,
National Gallery of Scotland, Edynburg

## Opis obrazu
Portret przedstawia mężczyznę jadącego na łyżwach po lodzie. Jest niemal całkowicie odziany w czerń z nielicznymi białymi akcentami. Na głowie ma równie czarny sztywny kapelusz, przekrzywiony lekko na prawo. Głowa Granta jest nieco przekrzywiona, a wzrok skierowany w bok. Ręce łyżwiarza splecione są na piersi, a sylwetka przypomina starożytny posąg rzymskiego Apolla Belwederskiego. Cały ciężar ciała oparty jest na lewej nodze. Prawa noga wyciągnięta jest do tyłu nadając wrażenie stylowej jazdy łyżwiarza. Za Grantem widoczny jest zimowy krajobraz złożony z drzew i dalekiej panoramy Londynu z charakterystycznymi dwoma wieżami Opactwa Westminsterskiego. W tle widać także innych łyżwiarzy.
Łyżwiarz został wystawiony w 1782 roku w Królewskiej Akademii Sztuki. Portret wywołał poruszenie i przyniósł Stuartowi sławę. Od tego czasu artysta usamodzielnił się i założył własną pracownię. Portret mógł być inspiracją dla szkockiego malarza Henry’ego Raeburna i jego dzieła Wielebny Robert Walker jeżdżący na łyżwach.